# Rebecca Henderson (actrice)
Ne pas confondre avec la cycliste australienne Rebecca Henderson.
Rebecca Henderson, née le 4 juin 1980 à Toronto, est une actrice canadienne.

## Biographie

### Vie privée
Rebecca Henderson s'est mariée à la réalisatrice Leslye Headland en septembre 2016.

## Filmographie
- 2008 : Grand Theft Auto IV (jeu vidéo) : Michelle / Karen (voix)
- 2009 : A Lone Star State (court métrage) : Katie
- 2010 : Meskada : Lyla Burrows
- 2010 : The Good Wife (série télévisée) : l'assistante de Will
- 2011 : Genau : Julie
- 2011 : Little Horses (court métrage) : Judy
- 2012 : Compliance : Lawyer
- 2013 : Wallflowers (série télévisée) : Michelle
- 2013 : Diving Normal : Rhonda
- 2013 : Grand Theft Auto V (jeu vidéo) : Michelle / Karen (voix)
- 2013 : Frank the Bastard : Melody
- 2014 : Appropriate Behavior : Maxine
- 2014 : The Mend : David
- 2015 : And It Was Good (court métrage) : Chorus
- 2015 : True Story : Ellen Parks
- 2015 : Actresses (court métrage) : Danielle
- 2015 : Mistress America : Anna Wheeler
- 2015 : The Impossibilities (série télévisée) : Alex
- 2015 : Buzzer (court métrage) : Lora
- 2016 : Maybe There's a Tree : Theater Academic
- 2016 : 30 : Jessica
- 2022 : Call Jane de Phyllis Nagy
- 2024 : The Acolyte : Maître Jedi Vernestra Rwoh